# Heishan (sockenhuvudort i Kina, Shandong Sheng, lat 37,97, long 120,62)
Heishan (kinesiska: 黑山, 黑山乡) är en sockenhuvudort i Kina. Den ligger i provinsen Shandong, i den östra delen av landet, omkring 350 kilometer nordost om provinshuvudstaden Jinan. Antalet invånare är 1 668. Befolkningen består av 742 kvinnor och 926 män. Barn under 15 år utgör 8,0 %, vuxna 15-64 år 77 %, och äldre över 65 år 13,0 %.
Närmaste större samhälle är Nanchangshan, 11,3 km sydost om Heishan. 
Genomsnittlig årsnederbörd är 750 millimeter. Den regnigaste månaden är juli, med i genomsnitt 295 mm nederbörd, och den torraste är januari, med 11 mm nederbörd.